# Torbjörn (runristare)

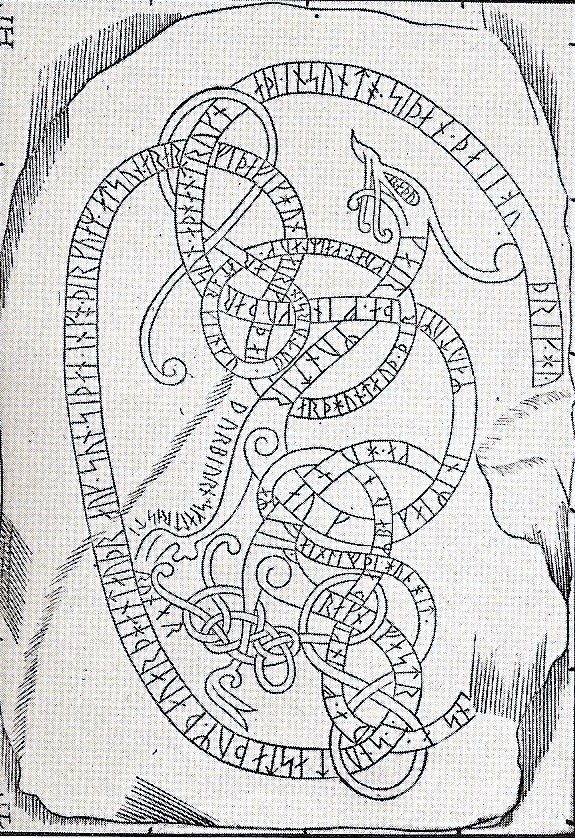
Gerlögs runa, eller Hillersjöhällen U 29, är signerad av Torbjörn skald

Torbjörn var namnet på ett flertal olika runristare som var verksamma i Sverige under 1000-talet. Enligt äldre forskare, som Elias Wessén, bars namnet Torbjörn av minst tre olika ristare. En av dem har signerat runstenarna U 379 och U 391 i Sigtuna. 
Den andre har i två fall (U 29 och U 532) också kallat sig Torbjörn skald. Hans ristningar förekommer i huvudsak i två områden, söder och öster från Sigtuna: ett med centrum på Mälaröarna och det andra i Norrtäljetrakten.
Den tredje har ristat en runsten i Södermanland, Sö 190 vid Ytterenhörna kyrka, som  är signerad Torbjörn. Nu upprätthålls teorin att de två första ristarna, verksamma kring Sigtuna, var samme Torbjörn.
Torbjörns runstenar finns inom ett mycket begränsat område, mest kring Sigtuna, men också i Vassunda och Knivsta. Det verkar därför rimligt att tänka sig honom som bosatt i Sigtuna. Han har ganska karakteristisk ristningsteknik.

## Kopplingar till andra runristare
Traditionellt har man menat att Torbjörn är influerad av runristaren Visäte. Att döma av ornamentiken borde dock Torbjörn vara den äldre och Visäte snarare hade tagit efter Torbjörn. Det går inte att säga om den ena var lärjunge av den andra eller om detta har skett indirekt, genom imitation. En annan ristare, som på något sätt lärde sig av Torbjörn var Ulfkell, som ristade U 479.
Både Torbjörn skald och Fot ristade stenarna för Inga av Svartsjölandet. Torbjörn ristade Hillersjöhällen U 29, och Fot ristade U 329, U 330, U 331, i Snottsta. Det intressanta är att U 329 har identiskt motiv till den till Torbjörn skald attribuerade stenen U 517 vid Skederids kyrka. Det är inte helt ovanligt att ornamentiken på stenen kopierades, se till exempel U 1015.

## Huggspårsanalys
Huggspårsanalyser har visat att en ristare inte var en ensam person utan omfattade en hel grupp med ristare som arbetade tillsammans i varierande konstellationer. De stenar som bär ristarens namn är i själva verket produkter av en kringresande verkstad, ett företag med flera anställda ristare och mästaren har själv bara signerat stenarna och endast i undantagsfall knackat med huggjärn och mejsel. För Torbjörns verkstad, som tillhör de ristare med begränsat antal ristningar, hade ristningar på just runstenar endast utgjort en (liten) del av runristarnas verksamhet som hade fler aktiviteter (som minnesupptecknare, förbedjare eller skrivare). Enligt en modern tolkning fanns minst tre ristare i Torbjörn-gruppen, som utförde stenhuggningsarbete. Liknande analys på Torbjörn skalds signerade stenar är ännu inte tillgängliga. 

## Tolkningar
Man menar vanligtvis inte skald som en poetisk roll i ett fall som detta, utan som nedtecknare. Men enligt forskare som Franz Herschend, kan inskriften på Hillersjöhällen U 29 läsas som en fullständig dikt:
þa fingu þau sun	aðan hann drunknaði 
en sunn do siðan 
Þa fikk hon Guðrik	ha[nn atti by] þennsa 
þa fingu þau barn	en maʀ æin lifði 
hon het Inga 
Hana fikk Ragnfastr i Snutastaðum	þa varð hann dauðr ok sunn siðan
en moðiʀ kvam at sunaʀ arfi	Þa fikk hon Æirik, þar varð hon dauðr. 
þar kvam Gæiʀlaug at arfi	Ingu dottur sinnaʀ. 

## Signerade ristningar

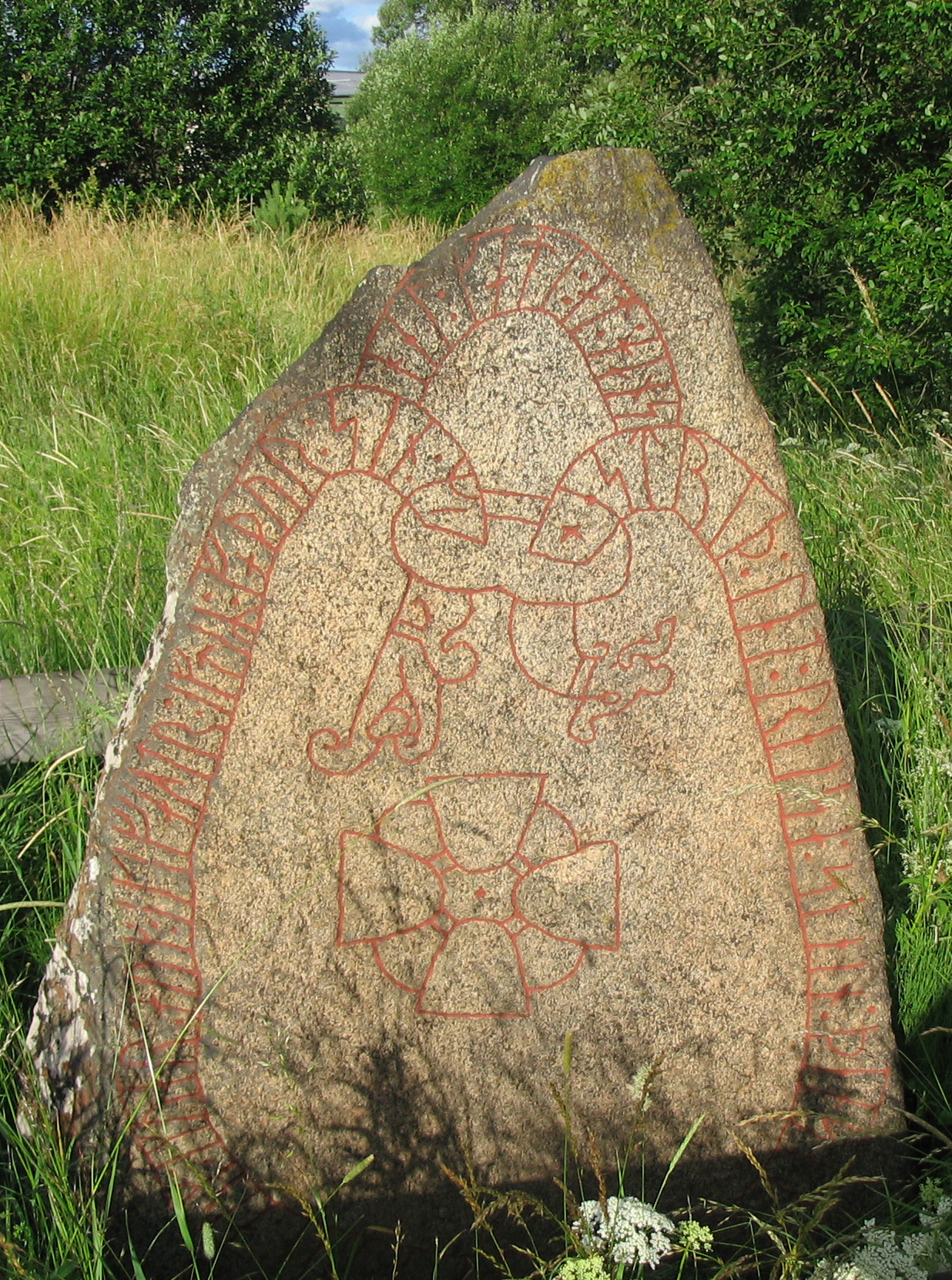
Ängbystenen U 478 i Knivsta.

- U 29, Hillersjöhällen, signerad: þurbiur(n) ' skalt ' risti runar
- U 37, signerad þurbiurn + hiuk ' runaʀ
- U 70, signerad: þurbirn × hiuk
- U 379, Frisergillestenarna, signerade: þurbiurn : risti
- U 391, signerad: þurbiun : risti
- U 405, signerad: þurbiurn hiuk +
- U 467, signerad: þurbiurn : risti
- U 532, signerad: þurbiur[n × sk]alt + hiuk + runaR

## Attribuerade ristningar
- U 385 i S:t Olofs ruin
- U 394 i S:t Pers ruin, (osäkert)
- U 401 och U 404, Sigtuna, två mindre fragment
- U 457
- U 474, Vickeby, Knivsta socken
- U 478, Ängby, Knivsta socken, runsten
- U 517
- U 533, Roslags-Bro kyrka, Roslags-Bro socken, runsten
- U 720, Hånningby, Vallby socken
- U 805, Fröslunda kyrka, Fröslunda socken
- U NOR2000;37 [5]
- U Fv1983;228, Bärmö.[9]

## Bildgalleri

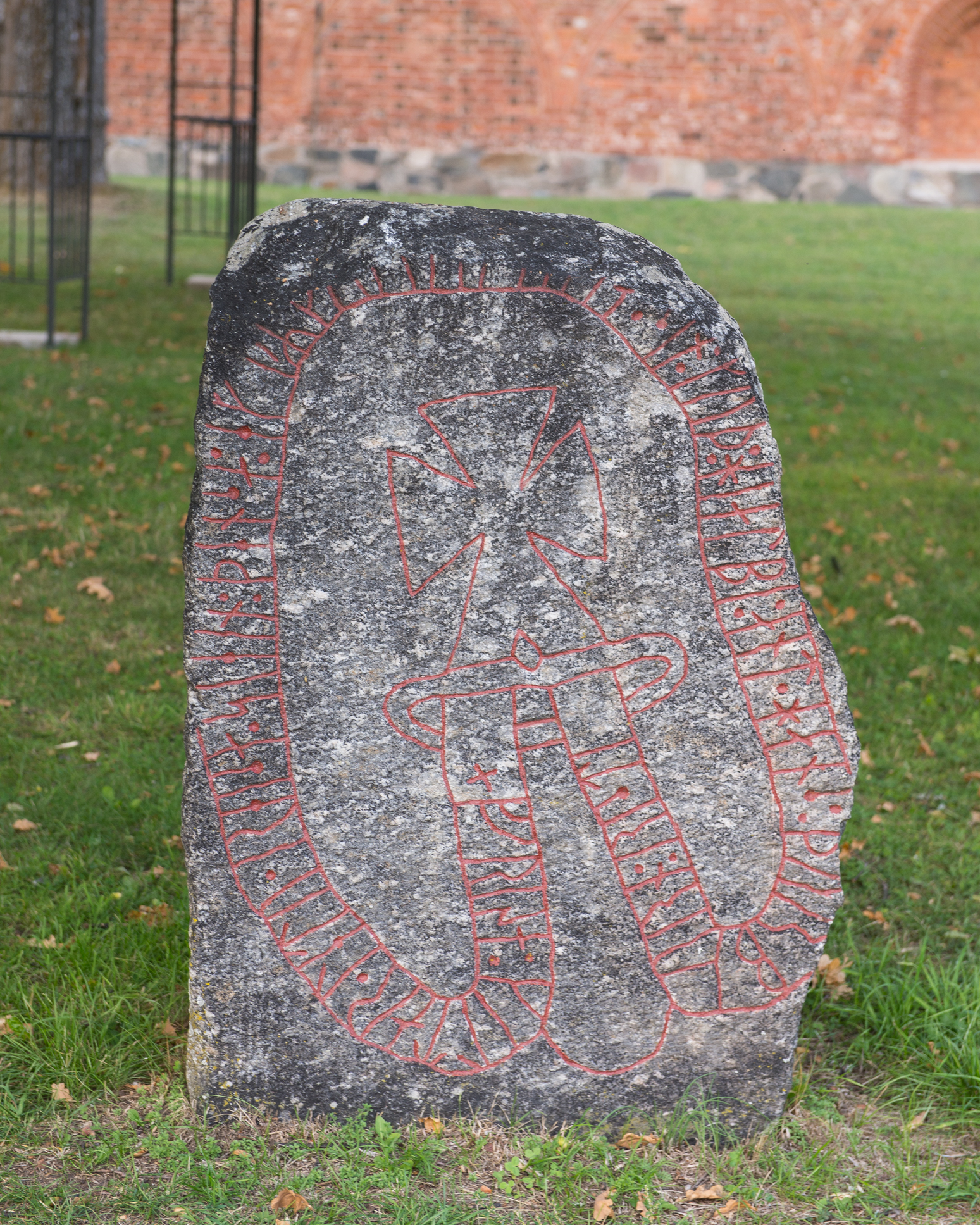
U 379
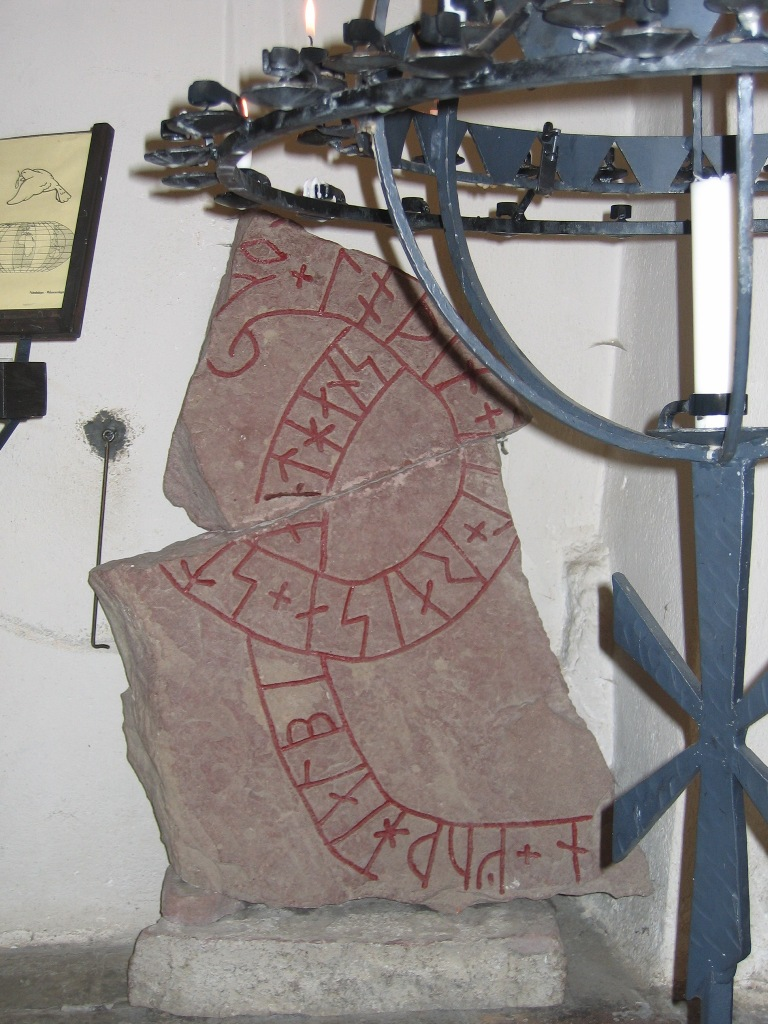
U 405
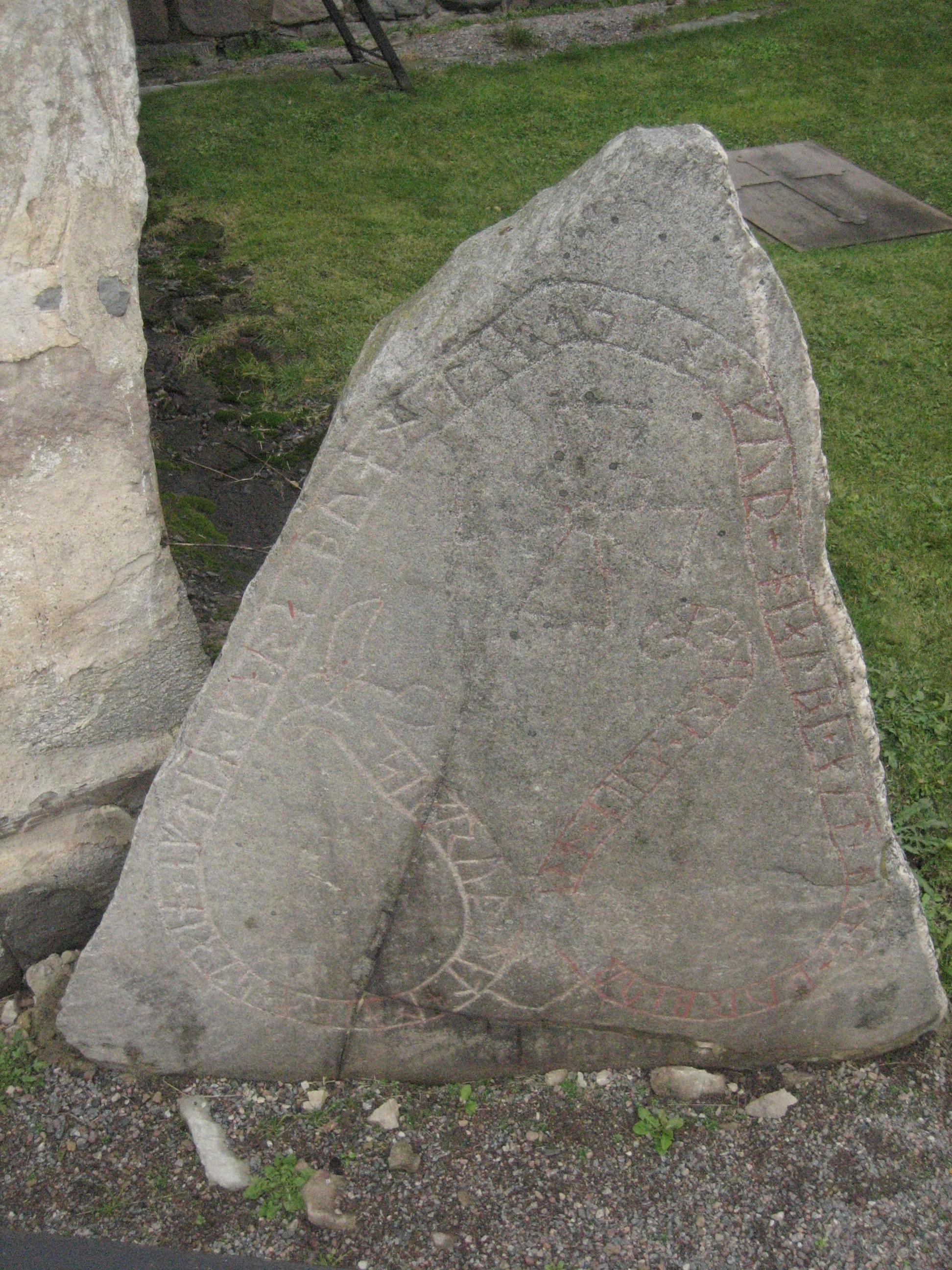
U 532
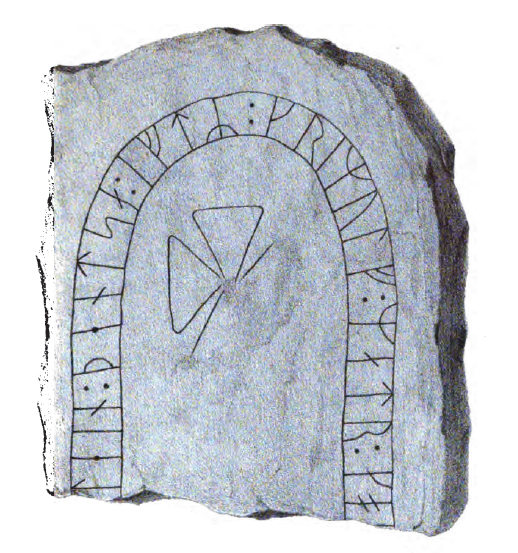
U 385
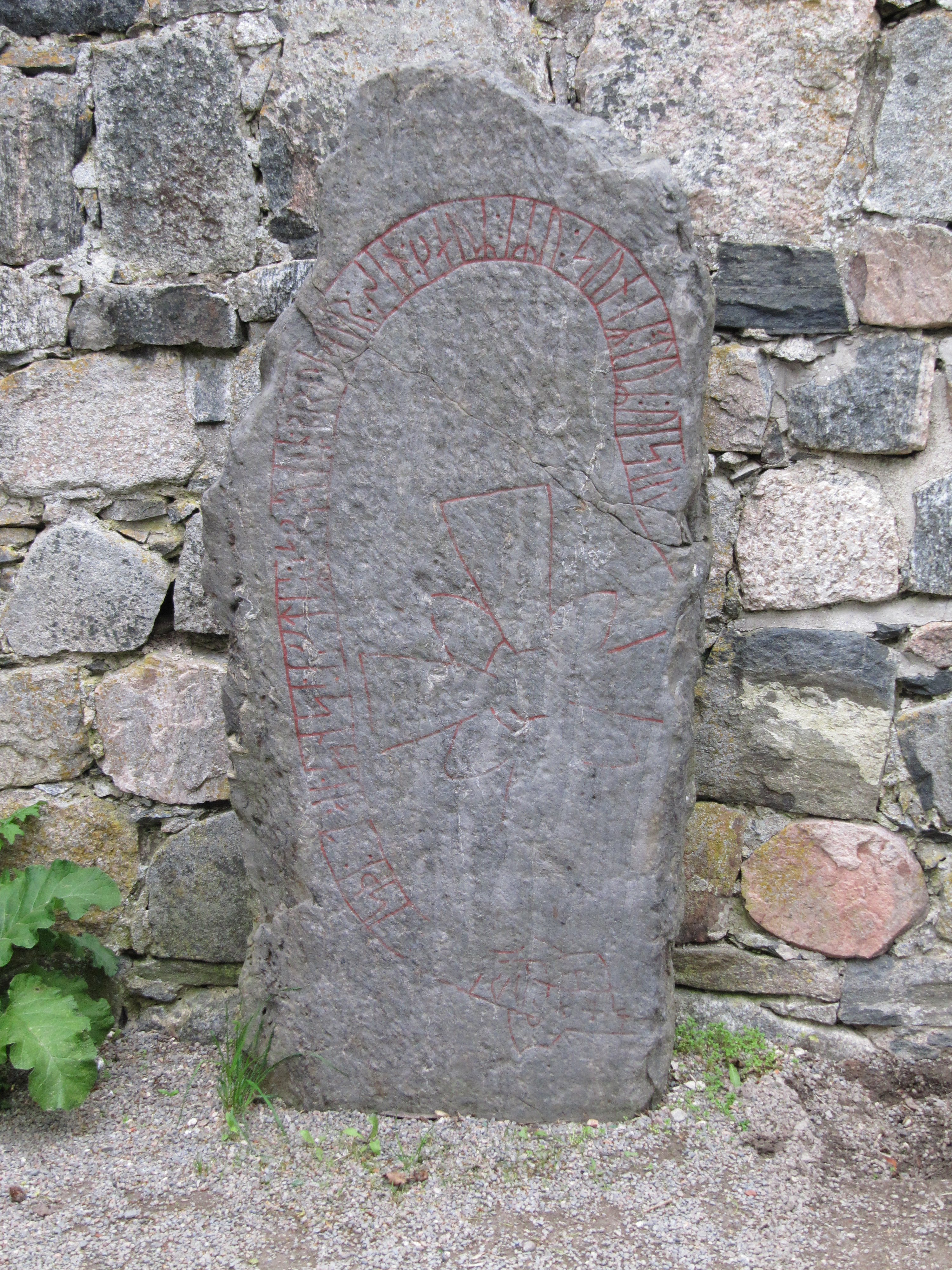
U 394